# Берестяный, Александр Николаевич
Александр Николаевич Берестяный (укр. Олександр Миколайович Берестяний; 11 августа 1954, Охотск, Хабаровский край — 1 августа 2025, Ровно, Украина) — украинский поэт , журналист, член Национального союза журналистов Украины и Национального союза писателей Украины.

## Биография
Родился 11 августа 1954 года в городе Охотск Хабаровского края. Детство и школьные годы провёл в Житомире. Первые попытки писать стихи начались в восьмом классе. В девятом и десятом классах посещал литературную студию при житомирской областной молодёжной газете, которую вёл Борис Тен (Николай Хомичевский).
Проживал в городе Ровно. Был членом Национального союза журналистов Украины и Национального союза писателей Украины.
Умер 1 августа 2025 года после тяжёлой болезни.

## Творчество
Автор поэтических сборников:
- «Абетка почуттів» (2012)
- «З чиєїсь легкої руки» (2013)
- «Ще не вечір» (2014)

Также его произведения вошли в коллективные сборники поэзии:
- «Майдан. Война» (2014)
- «Революция достоинства» (2015)
- «Наше слово — меч духовний» (2023)

Для детей написал книгу:
- «Схвильований світ» (Ровно: Волинські обереги, 2018)